# Râul Păiușu, Jiu
Râul Păiușu este un curs de apă, afluent al râului Jiu. 